# Sittou Raghadat Mohamed
Sittou Raghadat Mohamed (6 juillet 1952 à Ouani, Anjouan, Comores), est une ancienne ministre et députée des Comores. Actuellement, elle est la présidente de la CNDHL (Commission nationale des droits de l'Homme et des libertés) des Comores. Enseignante et éducatrice de formation (institutrice dans les années 1970 - début des années 1980, professeure des collèges de 1983 à 1990 et formatrice à l'IFERE, Institut de formation des enseignants et de recherche en éducation, université des Comores). 
Qualifiée par les médias comoriens de « symbole de la lutte des femmes comoriennes » ou encore de la « pionnière et la référence en matière de femmes aux Comores », elle est la première femme ministre et élue députée aux Comores. Elle est, depuis février 2019, présidente de la Commission nationale des droits de l'Homme et des libertés (CNDHL).

## Biographie
Après avoir enseigné dans les années 1970 jusqu'au début des années 1980 dans les écoles primaires (Ouani- Ndzuwani et Moroni- Comores), elle réussit le concours d'entrée, effectue ses études supérieures et obtient son diplôme à l'ENS (École nationale supérieure) de M'vuni aux Comores, au début des années 1980. À la suite de cela, elle enseigne pendant plusieurs années le français et l’histoire-géographie dans différents collèges du pays et au lycée Said-Mohamed-Cheik de Moroni, ainsi qu'à l'École nationale de santé de Moroni.
De 1991 à 1996, elle assume de hautes responsabilités politiques : secrétaire d'État à la Condition féminine et à la Population.
Parallèlement à ses activités politiques, elle est enseignante à l’Institut de formation des enseignants et de recherche en Éducation (IFERE), chargée de l'emploi et du travail, à l'université des Comores et présidente du Forum des Éducatrices aux Comores (FAWECOM), une antenne de l'ONG Forum des éducatrices africaines (FAWE), durant plusieurs années. Elle est aussi secrétaire générale du parti politique RDR de 2012 à 2016. 
De 2016 à février 2019, elle est présidente de la FEPOI.Com (plateforme des Femmes en politique de l'océan Indien / Antenne des Comores). 
En février 2019, elle est élue présidente de la Commission nationale des droits de l'Homme et des libertés (CNDHL).
Jusqu'à son élection au poste de présidente de la CNDHL, elle est aussi conseillère municipale de la commune de Ouani (Ndzuwani-Comores).

## Expériences professionnelles et politiques
- Depuis février 2019 : présidente de la CNDHL (Commission nationale des droits de l'Homme et des libertés)
- De 2016 à février 2019 : présidente de la PFPOICOM (Plate forme des femmes en politique de l'océan Indien / Antenne des Comores)
- De 1996 à 2013 : enseignante et directrice des mémoires à l’IFERE (Institut de formation des enseignants et de recherche en éducation à l'université des Comores).
- 1995-1996 : secrétaire générale adjointe du gouvernement
- Mai – Octobre 1995 : ministre des Affaires sociales, de la Population, du Travail et de l'Emploi.
- Mars – Mai 1995 : conseillère du président de la République chargée des affaires sociales.
- 1994 : ministre des Affaires sociales, du Travail et de l'Emploi.
- Décembre 1993 : élue députée des Comores
- 1992 : Haut Commissaire chargée de la Promotion de la femme et de la Protection sociale.
- 1991 – 1992 : secrétaire d'État à la Condition féminine et à la Population.
- 1986 – 1991 : formatrice des professeurs stagiaires au collège de la Coulée à Moroni.
- 1983 – 1986 : professeur de français et d'histoire-géographie dans différents collèges de Ngazidja, à l'École nationale de la santé (ENS) et au lycée Said-Mohamed-Cheik de Moroni.

## Expériences extraprofessionnelles
- De 2013 à 2016 : secrétaire générale du parti RDR
- De 2008 à 2013 : secrétaire générale du FAWECOM
- De 2003 à 2008 : présidente du FAWECOM
- 2000-2003 : secrétaire générale du Forum des Éducatrices (FAWECOM)
- 1999 : membre fondatrice et présidente du club sportif Zaharia (CSZA)
- 1998 : membre fondatrice de l'Union des femmes comoriennes pour la démocratie (UFCD).
- 1995 :
  - Membre fondatrice du Réseau national femme et développement (RNFD)
  - Membre fondatrice de l’association féminine d'entraide des mères « Banatil Haïriya » à Ouani Anjouan (AFEM)
  - Membre et conseillère technique de l'association pour l’Amitié entre les Comores et la Chine.
- 1993 : Membre du bureau politique du RDR
- 1992 : cofondatrice et membre du bureau politique  de l'UDD (Union des démocrates pour la décentralisation)
- 1991 : élue membre du bureau politique du parti UDZIMA.

## Publications et communications
- 2022 : Ma vie est un long combat, publié aux Éditions Kalamu des îles en France
- 2018 : Combats, publié aux Éditions Coelacanthe en France
- 2012 : Le combat pour l’égalité des genres dans le secteur éducatif publié dans " Les femmes africaines à l'épreuve du développement " Les ouvrages du CRASC, 2012, 306 pages,  (ISBN 978-9961-813-44-7)
- 2001 : Le Code de la famille : l’espoir est permis (article paru dans le bulletin du FAWECOM n°1 de juillet 2001 à décembre 2001)
- 1999 :
  - La nouvelle forme de l’esclavage (article paru dans La Gazette des Comores n°49 du 15 au 21 juin 2000).
  - Femmes et engagement politique : le cas des Comores indépendantes (communication du colloque international sur la femme et les sociétés pluriculturelles de l'océan Indien organisé à l'université de la Réunion).
- 1996 :
  - Quel avenir pour les enfants « confiés » à des familles d’accueil ? (article paru dans le journal Al-Watwan n°436 du 1er au 7 novembre 1996).
  - Femme comorienne : de la réticence au combat politique (article paru dans le journal Al-Watwan n°440 du 29 novembre au 5 décembre 1996).
- 1983 : La condition de la femme comorienne (mémoire de fin d’études à l’ENES des COMORES, 53 pages).